# Лабтъёган
Лабтъёган (Навыръёхан) (устар. Лабт-Юган) — река в России, протекает по Ханты-Мансийскому АО. Устье реки находится в 153 км по левому берегу реки Ай-Пим. Длина реки составляет 69 км, площадь водосборного бассейна 272 км².

## Данные водного реестра
По данным государственного водного реестра России относится к Верхнеобскому бассейновому округу, водохозяйственный участок реки — Обь от города Нефтеюганск до впадения реки Иртыш, речной подбассейн реки — Обь ниже Ваха до впадения Иртыша. Речной бассейн реки — (Верхняя) Обь до впадения Иртыша.
Код объекта в государственном водном реестре — 13011100212115200045822.